# Дженкинс, Санела
Санела Дженкинс (босн. Sanela Jenkins), урождённая Санела Чатич (босн. Sanela Ćatić), также известна как Санела Дайана Дженкинс (англ. Sanela Diana Jenkins, родилась в 1973 году в Сараево) — боснийская предпринимательница и филантроп, живущая в Калифорнии.

## Биография

### Бизнес
Уроженка Сараево, первый из двух детей в боснийской семье среднего класса. Отец — экономист, мать — бухгалтер. Провела детство в Сараево. Изучала экономику в Сараевском университете, но после начала войны и последовавшей осады Сараева бежала из страны сначала в Хорватию, а затем в Лондон, где продолжила образование.
Будучи студенткой, приобрела линию купальников Melissa Odabash. Выпустила книгу «Room 23» с фотографиями Деборы Андерсон. Среди людей, чьи фотографии попали в книгу, были Джордж Клуни и Элтон Джон. Доходы от продажи книги пошли на благотворительные цели.
В 2009 году Дженкинс запустила линию напитков Neuro с натуральными ингредиентами, выпускаемых в упаковках из переработанных материалов. Продукты распространяются в США и продаются компаниями Target Corporation, Walgreens, Safeway Inc и Seven Eleven. Напитки используются для восстановления сил и выносливости в течение дня, выходят под именами Passion, Sleep, Sonic, Trim, Daily и Bliss. В 2012 году создала студию звукозаписи «D Empire Entertainment», с которым сотрудничали Райан Теддер из группы OneRepublic, Крис Браун, Шон Кингстон и Эшер Монро.
С августа 2010 года в Боснии вещает частный телеканал TV1, владельцем которого является Дженкинс, с центром в Сараево.

### Благотворительность
В 2002 году Санела основала фонд имени Ирниса Чатича в память своего брата, погибшего в Боснийской войне. Фонд является спонсором медицинского факультета Сараевского университета. В 2009 году Дженкинс была награждена премией «Peace Connection» от Центра мира и сотрудничества между народами (лауреатами этой премии становились Боно и Нельсон Мандела. В августе 2008 года был основан Проект прав человека имени Санелы Дайаны Дженкинс в Калифорнийском университете в Лос-Анджелесе. Проект занимается адвокатской деятельностью и является первой программой в области международного права и прав человека, внедрённой на юридическом факультете какого-либо университета в западных штатах США.
В 2010 году Санела Дженкинс и Шон Пенн основали фонд помощи жертвам землетрясения на Гаити, который занимался поставкой медикаментов тысячам пострадавших и лишившихся жилья. Дженкинс сравнила последствия землетрясения на Гаити с последствиями войны в Боснии, отметила важность предоставки гуманитарной помощи и настояла на том, чтобы войска США не покидали остров. Дженкинс также вносит большие деньги для борьбы против СПИДа: так, 7 марта 2010 года фондом имени Элтона Джона по борьбе против СПИДа была организована вечеринка, спонсорами которой стали Дженкинс и компания Neuro. Фонд собрал в тот день 3,7 млн долларов США.
В марте 2010 года Дженкинс выступила в защиту президента Федерации Боснии и Герцеговины Эюпа Ганича, которого требовали экстрадировать власти Сербии.

## Семья
В 1999 году Самела вышла замуж за банкира Роберта Дженкинса. Пара познакомилась в спортзале в Барбикане (Лондон), где Дженкинс проживал после развода с первой женой. В браке родились двое детей. Пара распалась в 2011 году, Самела получила 150 млн фунтов стерлингов после развода. В 2011 году Самела назвала свой развод самым счастливым, поскольку благодаря этому вошла в число 500 богатейших людей Великобритании в 2012 году.